# Bauxiet Instituut Suriname
Het Bauxiet Instituut Suriname (BIS) is een Surinaamse overheidsinstelling. Het werd op 17 februari 1981 per decreet opgericht met de taak om gegevens over de bauxietsector in Suriname te verzamelen, regeringsbeleid voor te bereiden en controle op de sector uit te oefenen.
Vanaf de ontdekking in 1915 vormde bauxiet een belangrijke pijler onder de economie van Suriname. Het wordt gebruikt als bestanddeel voor aluminium, en indirect vliegtuigen, waardoor het van grote waarde is geweest voor Suriname. Rond het moment van de oprichting, ten tijde van het militaire regime (1980-1987), zette de prijs van aluminiumoxide een sterke daling in die een inkomstendaling voor de staatskas betekende van 28% naar 3%. Uiteindelijk trok Suralco in november 2015 de stekker definitief uit de winning van bauxiet, omdat het onvoldoende winstgevend was.
In 2013 lag er een plan om het BIS en de Geologisch Mijnbouwkundige Dienst in een Delfstoffen Instituut op te nemen. Ook daarna is het BIS echter blijven bestaan, vooral ook omdat bauxiet nog altijd wordt gezien als een grote inkomstenbron die er opnieuw voor het land zou kunnen zijn. Ook al in 2011, toen Suralco nog open was, sprak het Bauxiet Instituut Suriname over de mogelijkheid van het openen van een nieuwe bauxietraffinaderij.
Er wordt aan bauxietwinning aan de andere kant van Suriname bij Bakhuis gedacht. In 2023 wordt daarom gesproken over het uitzenden van een Request for Expression of Interest naar het internationale bedrijfsleven. Het Bauxiet Instituut Suriname speelt hierin een facilitaire rol, om de drempel voor bedrijven kleiner te maken. In maart 2023 installeerde minister David Abiamofo van Natuurlijke Hulpbronnen opnieuw een Raad van Toezicht voor het BIS. Deze benoemingen vinden elke drie jaar plaats.
Eind 2024 ging de regering een overeenkomst aan met het Chinese bedrijf Chinalco voor de ontginning van bauxiet in West-Suriname in het gebied rond Bakhuis.